# 歯車ポンプ

外接歯車ポンプ分解図

歯車ポンプ（はぐるまポンプ）は、歯車の歯のかみ合わせ部分を使って流体を輸送するポンプ。ギヤポンプ、ギアポンプとも呼ばれる。

油圧ショベル（パワーショベル）など、油圧を使った機械の駆動用として最も一般的に使用されるポンプの一つである。
歯車ポンプは1593年フランスのセルビエールによって、現在のものとほぼ同じ考え方のものが初めて作られた。
歯車ポンプには大きく2種類がある。一つは外歯歯車を2個使用する外接歯車ポンプ、もう一つは外歯歯車と内歯歯車を使用する内接タイプである。
歯車ポンプは容量が決まっており、回転数に応じた一定の量の流体を移動できる。歯車ポンプのなかには流体の流れから逆に歯車を動かすモーターとして機能するものもある。

## 動作原理
外接歯車ポンプの場合、歯車の回転とともに取り入れ口側にある流体は歯と外箱により分離されていく。そのまま外箱にそって移動し排出側に運ばれる。そこで歯車はもう一個の歯車とかみ合うことになり、歯の間に満たされた流体が排出されることになる。
わずかな隙間が液の反対方向への漏れをおこすので機械的精度に対する要求は厳しく、歯車と外箱、対象となる流体の粘度を考慮して設計する必要がある。
通常は平歯車が使用されるが、はすば歯車、やまば歯車を用いたものなど各種バリエーションが存在する。ひれのような部品で流れを分離する方式のものもある。以下は代表的な3種のもので駆動する歯車は青、もう一方は紫で示す。

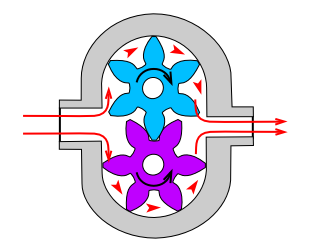
外接歯車ポンプ （油圧機械など）
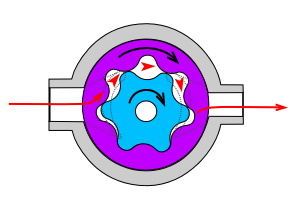
内接歯車ポンプ （自動車用オイルポンプなど）
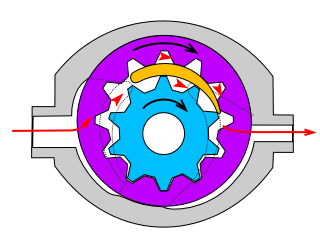
内接歯車ポンプ （より粘度の高い流体用）

歯車がかみ合う部分の前後に取り入れ口と排出口があるが、内接歯車ポンプでは薄い灰色の線で示している。

## 用途

外接型の動作例

外接歯車ポンプは油圧用途で最も一般的なタイプのポンプである。これはそれらの単純性、信頼度および非常に高いパワー格付けのためである。典型的な10馬力（7 kW）の歯車ポンプは、10 cm3 ほどの大きさにモーターとともに収まってしまうくらいである。最大圧力の範囲は7から28 MPaくらいである。商用モデルはモーターかポンプ、いずれかで動作する設計になっている。負荷を検出できるものもある。
内接歯車ポンプは、外接歯車ポンプより高い粘性の流体で使われ回転数も遅い。運転時の騒音値が、外接歯車ポンプを含めた他のポンプ方式よりも低い。エンジンオイル・ポンプは通常、内接型が使われる。